# Passiflora grandis
Passiflora grandis är en passionsblomsväxtart som beskrevs av Ellsworth Paine Killip. Passiflora grandis ingår i släktet passionsblommor, och familjen passionsblomsväxter. Inga underarter finns listade i Catalogue of Life.